# Socket 939
Socket 939 är en CPU-sockel från AMD som släpptes i juni 2004 för att efterträda den tidigare Socket 754 för Athlon 64-processorer. Det blev den andra sockeln designad för AMD:s AMD64 processorer och följdes sedan av Socket AM2 i maj 2006.

## Tillgänglighet
Processorer och moderkort med Socket 939 blev tillgängliga i juni 2004 och följdes av Socket AM2 i maj 2006. AMD har avslutat produktionen av denna sockel för att fokusera på nyare plattformar. Åtminstone ett nytt moderkort med socket 939 har dock blivit producerat med det modernare AMD-chipset efter att AMD började med Socket AM2. Detta var tillverkaren ASRock som 2009 släppte ett moderkort som använder AMD:s 700 chipset serie, 785G IGP chipset och ett AMD 700 chipset serie SB710.
Både enkel- och dubbelkärniga processorer tillverkades för dennas sockel under varumärkena: Athlon 64, Athlon 64 FX, Athlon 64 X2, Sempron och Opteron. Opteron 185 och Athlon 64 FX-60, har bägge 2,6 GHz klockhastighet och 1 MB av nivå 2-cache per kärna och var de snabbaste dubbelkärniga processorerna som tillverkades för denna sockel. FX-57 var någon snabbare med sin klockfrekvens på 2,8 GHz, vilket då var den snabbaste enkelkärniga processorn för sockel 939.

## Tekniska specifikationer
Det stödjer dubbelkanaligt (dual channel) DDR SDRAM minne, med en bandbredd på 6,4 GB/s. Sockel 939 processorer stödjer instruktionerna 3DNow!, SSE2, och SSE3 (revision E och senare). Det har en HyperTransport-länk på 16 bitar som kan köra upp till 2000 MT/s.
Vad gäller expansionsplats för grafik, kan system med Sockel 939 finnas med AGP-plats men även med PCI-E x16.
Processorer som använder denna sockel har alla 64KB nivå 1-cache och antingen 256 KB, 512 KB eller 1 MB nivå 2-cache.